# Celtic Media Festival
El Celtic Media Festival (Festival de Mitjans Cèltics), antigament conegut com a Celtic International Film Festival (Festival Internacional de Cinema Cèltic) és un festival l'objectiu del qual és promoure les llengües i cultures de les Nacions celtes als mitjans de comunicació i al món del cinema. Es tracta d'una celebració anual de tres dies amb programes i pel·lícules d'Escòcia, Irlanda, Gal·les, Cornualla i Bretanya. Aquest festival es va celebrar per primera vegada l'any 1980 a les illes escoceses de South Uist i Benbecula.
El festival també presenta una Torca d'Or al guanyador del Premi Esperit del Festival, un programa de cinema o la televisió, total o substancialment en una llengua celta que aplega l'esperit del festival 

## Presidents
El Celtic Media Festival ha estat presidit per individus dedicats i respectats que treballen en la indústria de la radiodifusió:
Presidents irlandesos:
- Pádhraic Ó Ciardha, TG4 – actual
- Neasa Ní Chinnéide, RTÉ
- Bob Collins, RTÉ
- Con Bushe, RTÉ
- Muiris MacConghail, RTÉ
- Cathal Goan, RTÉ

Presidents escocesos:
- Donald Waters, Grampian Television
- Neil Fraser, BBC Scotland
- Maggie Cunningham, BBC Scotland[3]
- Domhnall Caimbeul, MG ALBA

Presidents gal·lesos:
- Huw Jones, S4C
- John Hefin, Wales Film Council
- Owen Edwards, S4C

## Localització del festival
Els següents llocs on s'ha celebrat aquest festival han estat:
| - 1980: South Uist i Benbecula, Escòcia - 1981: Harlech, Gal·les - 1982: Wexford, Irlanda - 1983: Glasgow, Escòcia - 1984: Cardiff, Gal·les - 1985: Douarnenez i Rennes, Bretanya - 1986: Newcastle, Irlanda del Nord - 1987: Inverness, Escòcia - 1988: Caernarfon, Gal·les - 1989: Roscoff, Bretanya - 1990: Gweedore, Irlanda - 1991: Inverness, Escòcia | - 1992: Carmarthen, Gal·les - 1993: Lorient, Bretanya - 1994: Derry, Irlanda del Nord - 1995: Fort William, Escòcia - 1996: Bangor, Gal·les - 1997: St Ives, Cornualla - 1998: Tralee, Irlanda - 1999: Skye, Escòcia - 2000: Aberystwyth, Gal·les - 2001: Truro, Cornualla - 2002: Quimper, Bretanya - 2003: Belfast, Irlanda del Nord | - 2004: Dundee, Escòcia - 2005: Cardiff, Gal·les - 2006: Falmouth, Cornualla - 2007: Skye, Escòcia - 2008: Galway, Irlanda - 2009: Caernarfon, Gal·les - 2010: Newry, Irlanda del Nord - 2012: Derry, Irlanda del Nord - 2013: Swansea, Gal·les - 2014: Saint Ives, Cornualla - 2015: Inverness, Escòcia - 2016: Dungarvan, Irlanda - 2017: Douglas, Illa de Man |  |

## Categories
- Documentary / Factual : Sèries basades en fets reals
- Drama : Short Drama - Sèries i llargmetratges de drama
- Digital Media : Kieran Hegarty Award for Innovation - Millor App
- Radio : Especialitats per a emissora de l'any, documental, programa de música o esport, presentador comèdia i magazine.
- Further Categories : Comèdia- Animació - Infants - Joves - Entreteniment